# Halis Özkahya
Halis Özkahya (Kütahya, 1980. május 30. –) török nemzetközi labdarúgó-játékvezető.

## Pályafutása

### Labdarúgóként
1991-1996 között Kütahya Yeşilay SC csapatában játszott. Többször volt térsérülése, ezért a sportorvos javasolta, hogy fejezze be a labdarúgást, ha nem akar súlyosan megsérülni. Előbb kosárlabdázott, majd labdarúgó játékvezetőnek jelentkezett.

### Nemzeti játékvezetés
A játékvezetői vizsgát 1997-ben, 17 évesen tette le. 1997-1999 között a 3. Liga, 2001-2007 között a 2. Liga mérkőzéseit vette. Nemzeti labdarúgó-szövetségének megfelelő játékvezető bizottságai minősítése alapján jutott magasabb osztályokba. 2007-ben lett a Turkcell Süper Lig játékvezetője. 17 mérkőzésen foglalkoztatták, ahol 83 sárga kártyát (4,88-as átlag) és egy pirosat mutatott a sportszerűtlen játékosoknak. A küldési gyakorlat szerint rendszeres 4. bírói szolgálatot is végez. Első ligás mérkőzéseinek száma: 107 (2013).

### Nemzetközi játékvezetés
A Török labdarúgó-szövetség Játékvezető Bizottsága (JB) terjesztette fel nemzetközi játékvezetőnek, a Nemzetközi Labdarúgó-szövetség (FIFA) 2009-től tartja nyilván bírói keretében. Az UEFA JB besorolása szerint 2011-től 2. kategóriás bíró. Több nemzetek közötti válogatott és Európa-liga klubmérkőzést vezetett, vagy működő társának 4. bíróként segített. A török nemzetközi játékvezetők rangsorában, a világbajnokság-Európa-bajnokság sorrendjében többedmagával a 16. helyet foglalja el 2 találkozó szolgálatával. Válogatott mérkőzéseinek száma: 5 (2015. június 1.).
| Időpont         | Helyszín              | Mérkőzés típusa           | Mérkőzés            | Eredmény | Nézők száma |
| --------------- | --------------------- | ------------------------- | ------------------- | -------- | ----------- |
| 2011. június 1. | Dinamo Stadion, Kijev | első válogatott mérkőzése | Ukrajna–Üzbegisztán | 2 – 0    | 11 000      |

#### Labdarúgó-világbajnokság
A világbajnoki döntőkhöz vezető úton Brazíliába a XX., a 2014-es labdarúgó-világbajnokságra a FIFA JB játékvezetőként alkalmazta. Selejtező mérkőzéseket az UEFA zónában vezetett.

##### 2014-es labdarúgó-világbajnokság

###### Selejtező mérkőzés
| Időpont           | Helyszín                  | Mérkőzés típusa           | Mérkőzés               | Eredmény | Nézők száma |
| ----------------- | ------------------------- | ------------------------- | ---------------------- | -------- | ----------- |
| 2013. március 26. | Grundig Stadion, Nürnberg | előselejtező (C. csoport) | Németország–Kazahsztán | 4 – 1    | 43 500      |

#### Labdarúgó-Európa-bajnokság
Az európai labdarúgó torna döntőjéhez vezető úton Franciaországba a XV., a 2016-os labdarúgó-Európa-bajnokságra az UEFA JB játékvezetőként foglalkoztatta.

##### 2016-os labdarúgó-Európa-bajnokság

###### Selejtező mérkőzés
| Időpont           | Helyszín                     | Mérkőzés típusa           | Mérkőzés           | Eredmény | Nézők száma |
| ----------------- | ---------------------------- | ------------------------- | ------------------ | -------- | ----------- |
| 2015. március 28. | Tofik Bahramov Stadion, Baku | előselejtező (H. csoport) | Azerbajdzsán–Málta | 2 – 0    | 14 000      |

#### Nemzetközi kupamérkőzések

##### Európa-liga
Első nemzetközi kupamérkőzése.
| Időpont         | Helyszín                   | Mérkőzés típusa | Mérkőzés                                 | Eredmény |
| --------------- | -------------------------- | --------------- | ---------------------------------------- | -------- |
| 2009. július 9. | Központi stadion, Pavlodar | 1. selejtezőkör | Jertisz Pavlodar FK–Szombathelyi Haladás | 2 – 1    |